# Meat Puppets II
Meat Puppets II è il secondo album in studio della band americana dell'Arizona Meat Puppets, pubblicato nel 1984. Si discosta dal loro album di debutto omonimo, che consisteva in gran parte di hardcore rumorosi con voci incomprensibili. Copre molti generi dal rock country (Magic Toy Missing, Climbing", Lost) ai brani acustici lenti (Plateau, Oh Me) agli effetti psichedelici per chitarra (Aurora Borealis) all'hard rock (Lake of Fire).
La copertina è di Curt Kirkwood e Neal Holliday.
Rykodisc ha ristampato l'album nel 1999 con tracce extra e b-side, inclusa una cover del brano What To Do dell'album Aftermath dei Rolling Stone.
L'album è stato incluso nel libro 1001 Albums You Must Hear Before You Die e anche alla posizione numero 94 della lista "Best Albums of the 1980s" di Pitchfork Media. Slant Magazine ha inserito Meat Puppets al numero 91 della sua lista dei "Migliori album degli anni '80".
Il brano finale The Whistling Song è stato preso come titolo del primo romanzo di Stephen Beachy. Curt Kirkwood ha creato la copertina per il libro.

## Tracce
1. Split Myself in Two – 2:22
2. Magic Toy Missing – 1:20
3. Lost – 3:24
4. Plateau – 2:22
5. Aurora Borealis – 2:44
6. We're Here – 2:40
7. Climbing – 2:41
8. New Gods – 2:09
9. Oh, Me – 2:59
10. Lake of Fire – 1:54
11. I'm a Mindless Idiot – 2:26
12. The Whistling Song – 2:56